# Keytesville
Keytesville är administrativ huvudort i Chariton County i Missouri. Orten har fått sitt namn efter grundaren James Keyte. Han hade emigrerat till Missouri från England och var först verksam som metodistpredikant i Saint Louis. Därifrån flyttade han till Chariton som var den första huvudorten i Chariton County. Keyte erbjöd att skaffa mark i syfte att grunda en ny huvudort när Chariton drabbades av en översvämning. Keytesville utsågs till huvudort år 1831.

## Kända personer från Keytesville
- Maxwell D. Taylor, general